# Rhynchospora gracillima
Rhynchospora gracillima är en halvgräsart som beskrevs av George Henry Kendrick Thwaites och William Jackson Hooker. Rhynchospora gracillima ingår i släktet småag, och familjen halvgräs.

## Underarter
Arten delas in i följande underarter:
- R. g. gracillima
- R. g. subquadrata